# Falling Spring
Falling Spring är en kommun (town) i Greenbrier County i West Virginia i USA. Vid 2010 års folkräkning hade Falling Spring 211 invånare. Falling Spring kallas också Renick efter ortens postkontor.